# Adolf Schröder
Adolf Schröder (* 26. August 1938 in Hamburg; † 8. Mai 2008 in Hamburg) war ein deutscher Autor.

## Leben
Schröder studierte Germanistik und Geschichte in Hamburg. Er lebte und arbeitete auch dort. 1961 produzierte er sein erstes Hörspiel. Neben Hörspielen schrieb Schröder auch Romane und Drehbücher, u. a. für die Fernseh-Krimiserie Der Alte. In den 1990er Jahren schrieb er für den NDR Krimis. Eine langjährige Freundschaft und Zusammenarbeit verband ihn mit dem Autor und Hörspielregisseur Heinz von Cramer, der auch Schröders letztes Hörspiel Mutter Hamburg inszenierte.

## Werke

### Kinder- und Jugendbücher
- 1987: Gregors Tod
- 1991: Genau, sagt Andi

### Romane
- 1996: Der fremde Junge
- 2001: Das Kartenspiel

### Hörspiele
Kriminalhörspiele:
- 1991: Berger und Levin – Mayday – Regie: Bernd Lau (NDR)
- 1992: Berger und Levin – Der Junge, der Geschichten auf Flugzeuge schrieb – Regie: Norbert Schaeffer (NDR)
- 1995: Berger und Levin – Der Schritt vom Weg – Regie: Norbert Schaeffer (NDR)
- 1996: Berger und Levin – Pat – Regie: Norbert Schaeffer (NDR)

- 1993: Es gibt kein Ende – Regie: Ullrich Lampen (SWF)
- 1995: Der Trompetenspieler – Regie: Jörg Jannings, Horst Bollmann, Detlef Jacobsen, David Hirsch, Angela Schanelec. Martin Engler, Iris Böhm, Stefan Marti, Frank Sieckel, 49 min. (MDR)
- 1999: Schlagt die Trommel – Regie: Heinz von Cramer, 41 min. (NDR)
- 2002: Wenn mir die Möwe auf den Kopf scheißt, bin ich tot – Regie: Andrea Getto, 38 min. (HR)

Hörspiele für Kinder und Jugendliche:
- 1995: Sabines Baum – Regie: Barbara Plensat (HR/DLR)
- 1997: Der Bandoneumspieler – Regie: Barbara Plensat (HR/DLR)
- 1998: Das Schiff Esmeralda – Regie: Barbara Plensat, 37'50 min. (HR/NDR)
- 1999: Numquam – Regie: Heinz von Cramer (HR)
- 2000: Der Hundefänger – Regie:Karlheinz Liefers (DLR)
- 2000: Kolja – Regie: Barbara Plensat (HR/DLR)
- 2002: Der Bär – Regie: Götz Frisch (HR)
- 2003: Weissauge – Regie: Burkhard Ax (WDR)
- 2005: Von Leo keine Spur – Regie: Stefanie Lazai (DLR)
- 2006: Paul – Regie: Ulrich Lampen (HR)

Literarische Hörspiele:
- 1987: Katzengeschrei – Regie: Ernst Jacobi, 44 min. (HR/SWF)
- 2008: Gefangen – Regie: Thomas Werner (WDR)
- 2008: Mutter Hamburg – Regie: Heinz von Cramer (DLF Kultur)

Weitere Werke:
- Gelassen steigt die Nacht ins Land
- Herr Pimpanell
- Der Tod des Richters
- Koljas Briefe
- Der Fuchs
- Elsa Roth. Ein Bericht
- Spinnennetz im Stacheldraht
- Nebelflecken

## Auszeichnungen
- 1963 Kurt-Magnus-Preis
- 1990 Förderpreis für Literatur der Freien und Hansestadt Hamburg
- 1992: Hörspiel des Monats April für Berger und Levin (3. Teil: Der Junge, der Geschichten auf Flugzeuge schrieb)
- 1998: Kinderhörspielpreis des MDR, 1. Preis für Das Schiff Esmeralda